# God Only Knows
 (décembre 2016).
Si vous disposez d'ouvrages ou d'articles de référence ou si vous connaissez des sites web de qualité traitant du thème abordé ici, merci de compléter l'article en donnant les références utiles à sa vérifiabilité et en les liant à la section « Notes et références ».
Singles de The Beach Boys
Sloop John B
(1966) Good Vibrations
(1966)
Pistes de Pet Sounds
Sloop John B I Know There's an Answer
God Only Knows est une chanson des Beach Boys parue sur l'album Pet Sounds en 1966, écrite par Tony Asher, composée et produite par Brian Wilson.
Brian Wilson, qui était fasciné par la spiritualité, a déclaré que cette chanson était issue de séances de prière du groupe en studio.
Elle fut enregistrée en mars 1966 avec les musiciens de Phil Spector, parmi lesquels la bassiste Carol Kaye, le batteur Hal Blaine et le guitariste Ray Pohlman. L'orchestration comprend également un accordéon, plusieurs cordes (violons, violoncelle) ainsi que des cuivres et des bois (saxophones). L'emphase impressionnante de la fin du morceau où l'orchestre enrobe la chorale des Beach Boys qui chantent en canon « God only knows what I'd be without you » a fait de cette chanson l'une des plus célèbres de la musique pop : elle est considérée par Paul McCartney et de nombreux critiques comme « la plus belle chanson d'amour jamais écrite ». God Only Knows a d'ailleurs inspiré Here, There and Everywhere aux Beatles.
La chanson est interprétée par Carl Wilson. À la fin, le grand frère Brian reprend la phrase « God only knows what I'd be without you » et le chœur la répète à l'infini.
En 1995, God Only Knows  est sélectionnée par le Rock and Roll Hall of Fame comme l'une de « 500 chansons qui ont façonné le rock 'n' roll ». En 2021, le magazine américain Rolling Stone la classe en 11e position dans sa liste des « 500 plus grandes chansons de tous les temps ».

## Reprises
God Only Knows a été reprise, en 1966 par P. P. Arnold, sur l'album The First Cut – The Immediate Anthology, puis dans les années 1980, par David Bowie, sur l'album Tonight (1984). David Bowie a interverti l'ordre des couplets. Claudine Longet a également effectué une reprise de cette célèbre chanson des Beach Boys, de même que le quatuor pop-jazz Manhattan Transfer. Les Shadows en enregistrent une version instrumentale en 1975.

## Culture populaire

### Films
- 1997 : Boogie Nights de Paul Thomas Anderson
- 2003 : Love Actually de Richard Curtis
- 2004 : Saved!, chantée par Mandy Moore
- 2019 : Toy Story 4 de Josh Cooley

### Séries
- Big Love, musique du générique
- Skins (épisode 5 de la saison 1), chantée par une chorale
- The Boys (épisode 8 de la saison 2)
- The Leftovers (épisode 7 de la saison 3)
- Grace et Frankie (épisode 13 de la saison 5)

### Jeux vidéo
- 2013 : Bioshock Infinite

## Personnel
- Carl Wilson : chant, guitare électrique à 12 cordes
- Bruce Johnston : chœurs
- Brian Wilson : chœurs
- Terry Melcher : tambourin
- Hal Blaine : batterie
- Jim Gordon : percussions
- Lyle Ritz : contrebasse
- Carol Kaye : basse
- Ray Pohlman : basse Danelectro
- Don Randi : piano
- Larry Knechtel : orgue
- Carl Fortina, Frank Marocco : accordéons
- Leonard Hartman : clarinette
- Bill Green, Jim Horn : flûte
- Alan Robinson : cor d'harmonie
- Jay Migliori : saxophone baryton
- Leonard Malarsky, Sid Sharp : violon
- Darrel Terwilliger : alto
- Jesse Erlich : violoncelle